# Pfarrkirche St. Pantaleon in Niederösterreich

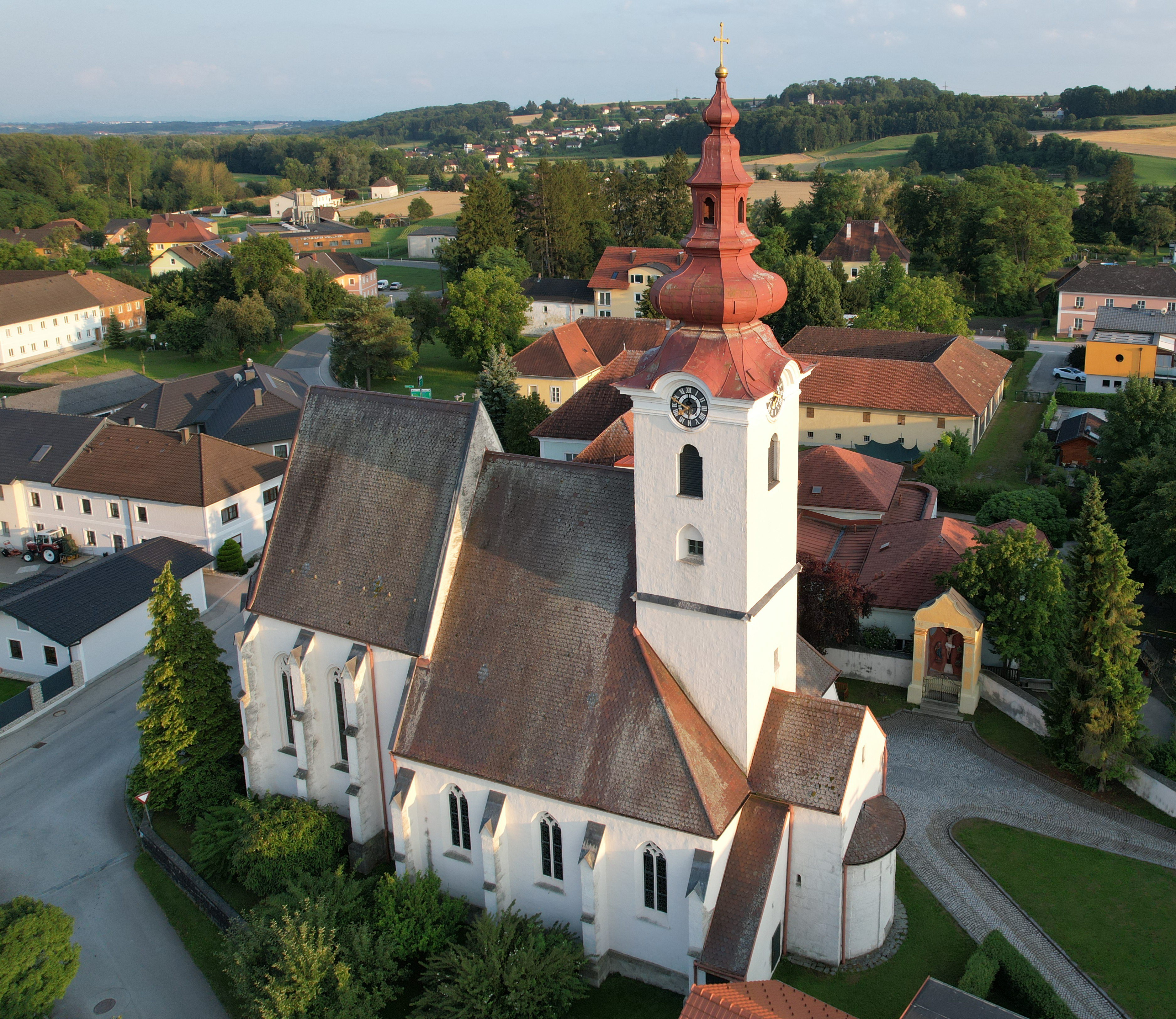
Katholische Pfarrkirche hl. Pantaleon in St. Pantaleon in Niederösterreich (Nordwestseite)

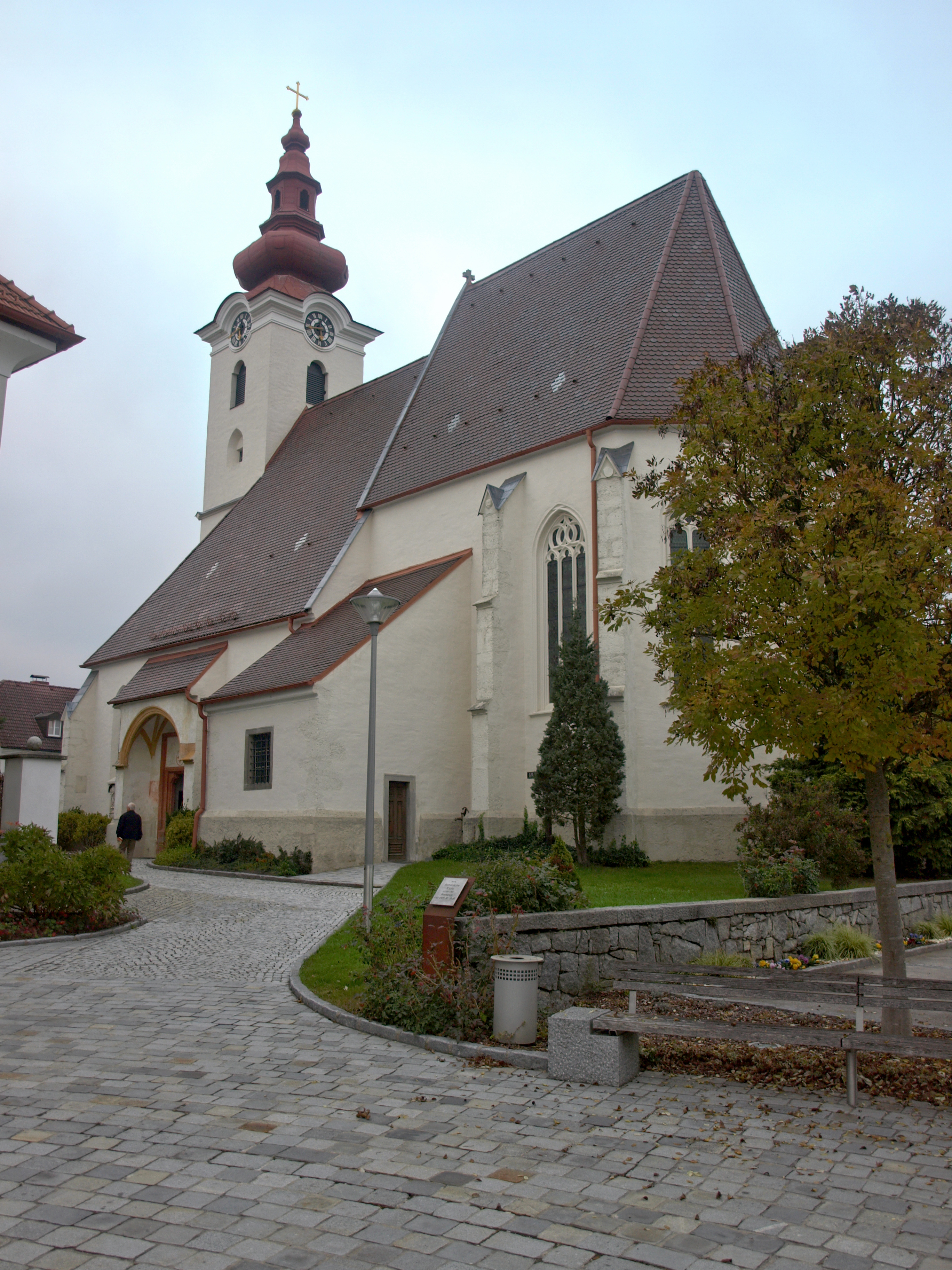
Katholische Pfarrkirche hl. Pantaleon in St. Pantaleon in Niederösterreich (Südostseite)

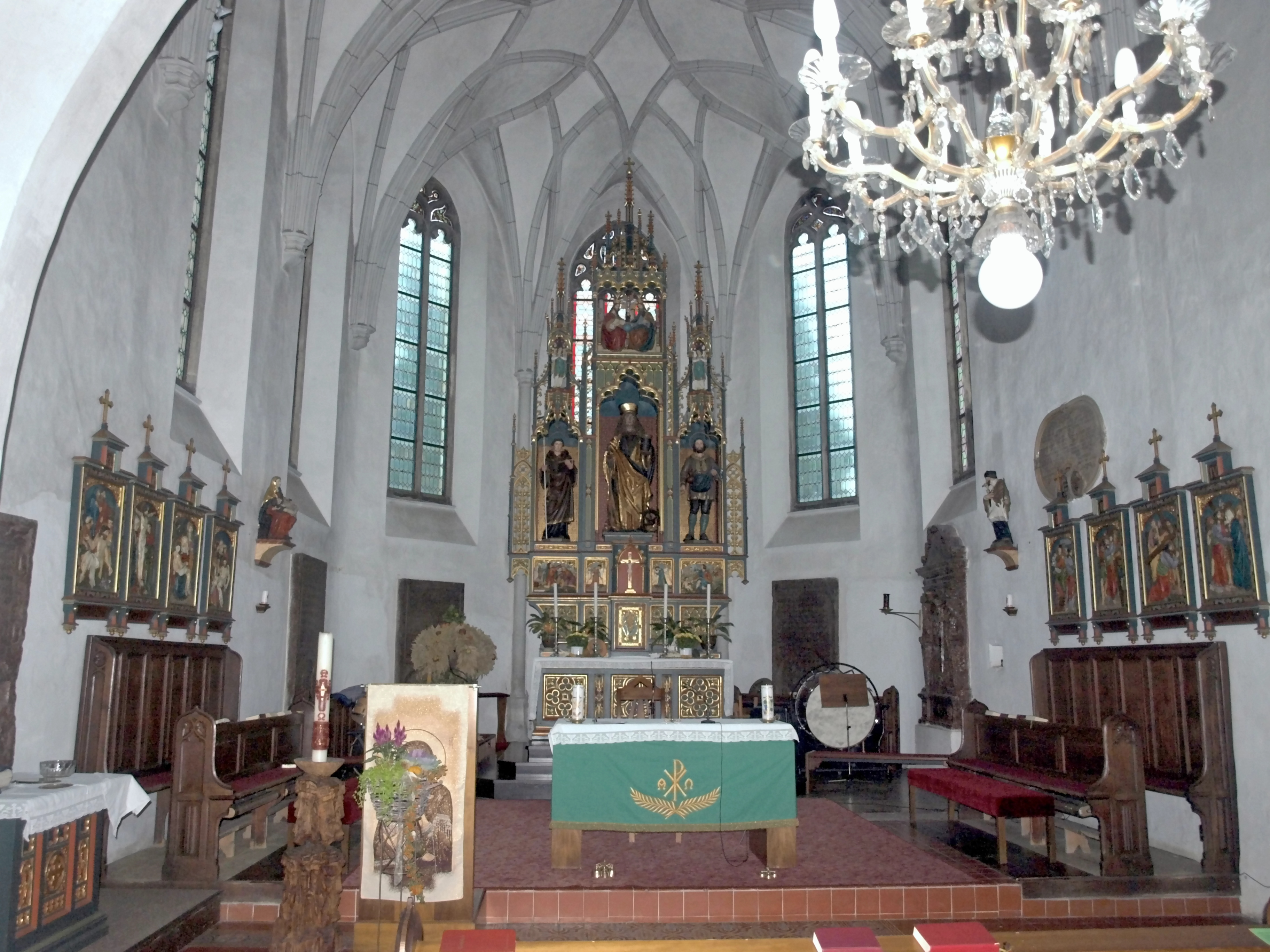
Blick zum Chor

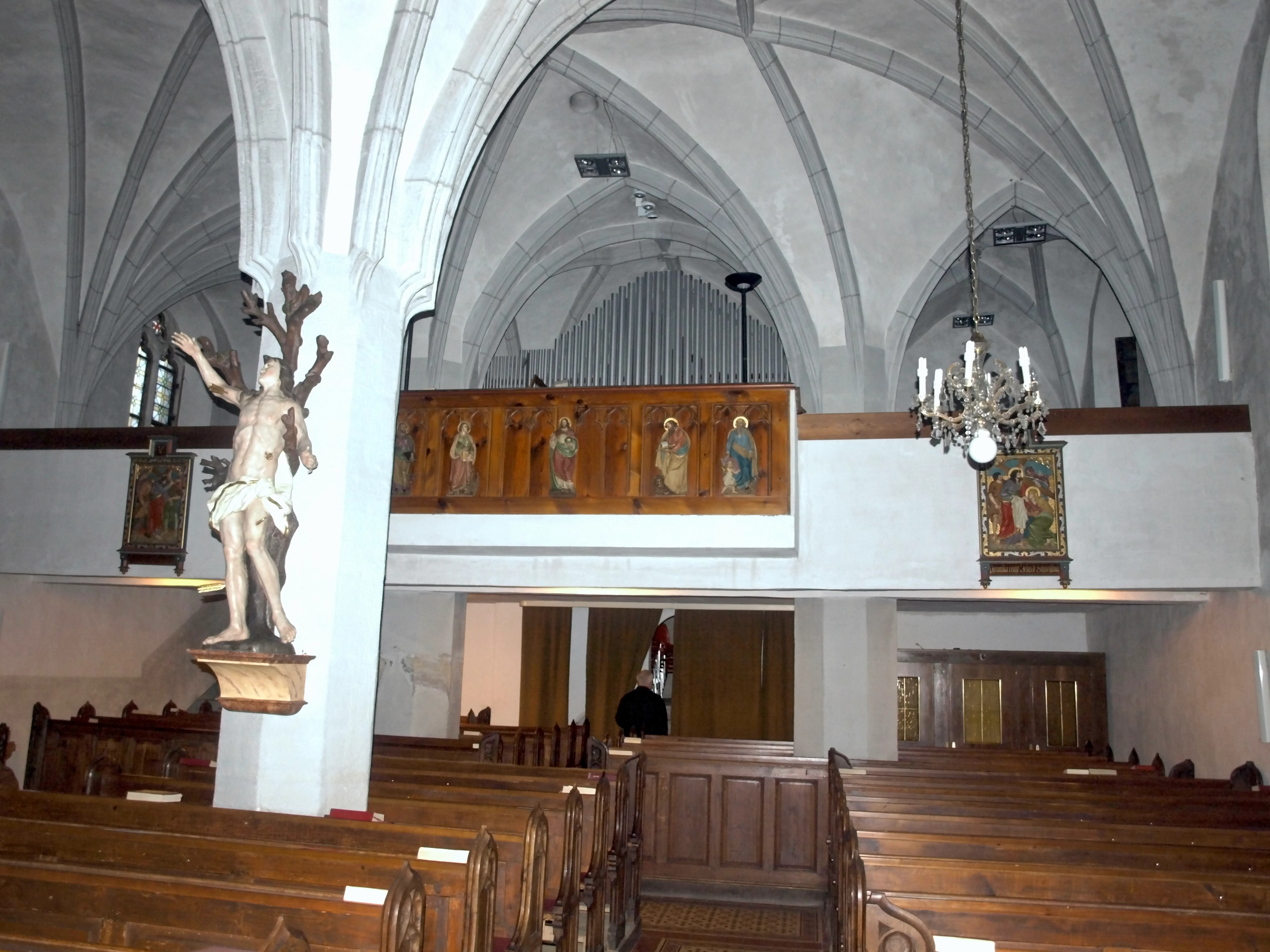
Langhaus, Blick zur Orgelempore, mittig Einzelsäule vorne, zwei massive Säulen im Emporenbereich hinten

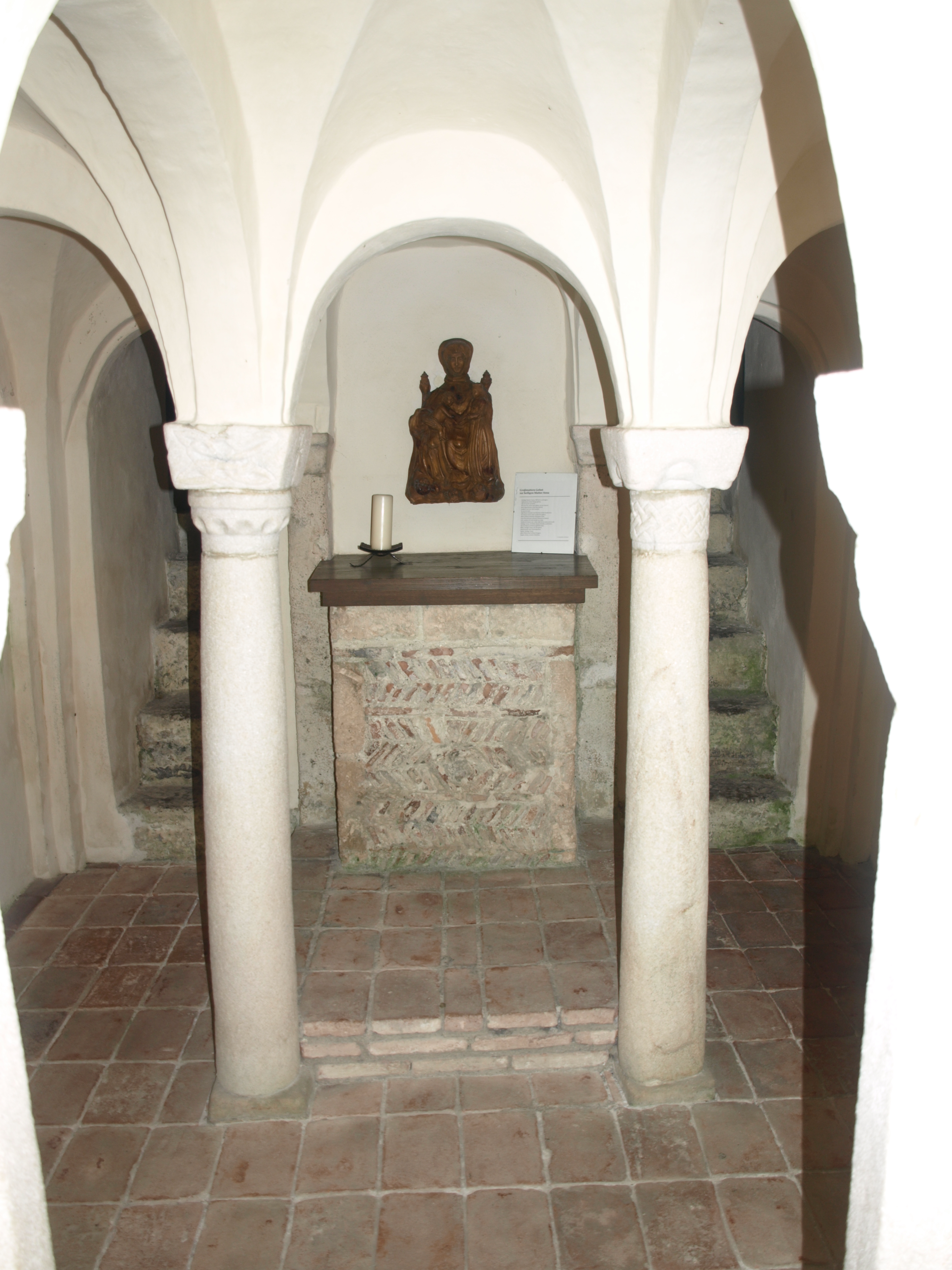
Krypta mit vier Säulen und zwei Stiegenzugängen mit Umgangscharakter

Die Pfarrkirche St. Pantaleon in Niederösterreich steht im Ortszentrum von St. Pantaleon in der Gemeinde St. Pantaleon-Erla im Bezirk Amstetten in Niederösterreich. Die auf den heiligen Pantaleon geweihte römisch-katholische Pfarrkirche gehört zum Dekanat Haag in der Diözese St. Pölten. Die Kirche steht unter Denkmalschutz (Listeneintrag).

## Geschichte
Der frühromanische Bau aus dem 11. Jahrhundert bestand vermutlich als kleine Burgkirche. Urkundlich um 1250 eine Lehenspfarre Zwieselkirchen des Rüdiger von Anschau. Nach der Reformation bestand von 1626 bis 1982 wieder ein katholisches Patronat der Familie Salburg/Schloss Salaberg und Nachfolger. 
Vor dem Jahr 1521 entstand eine Stiftung des Stefan Perger zum spätgotischen Neubau der Kirche. 1984 war eine Restaurierung.

## Architektur
An die spätgotische Hallenkirche als Dreistützenraum schließt ein spätgotischer eingezogener höherer zweijocher Ostchor mit einem Dreiseitschluss an. Der im Kern spätgotische Westturm steht auf der romanischen Westwand des Langhauses und auf den zwei Emporenpfeilern und ist damit eingerückt. In der Turmflucht ist der Westfront ein kleiner romanischer Westchor des Vorgängerbaus vorgestellt. Unter dem Westchor befindet sich eine Krypta. Im südlichen Chorwinkel steht ein im Kern spätgotischer Sakristeianbau unter einem Pultdach.

## Ausstattung
1889/1892 erfolgte eine Regotisierung nach Entwürfen von Hermann von Riewel, die Tischlerarbeiten machte Josef Andergassen, die Statuen schuf Anton Dichtl, die Reliefs Josef Bachlechner.
Der Taufstein um 1520/1530 mit einem Deckel aus 1965 steht in der Westapsis.
Die Orgel in einem neogotischen Gehäuse baute Johann Lachmayr 1903.

## Grabdenkmäler
Außerhalb der Kirche
- Am Chor Dorothea Kagenegg 1630 und zwei Grabsteine 1870 und 1873.
- Am Langhaus südlich Johann Georg Lettner 1796, Joseph Lettner 1802, Johann Falkner 1814, Epitaph Thoma Schiffereder 1628 als pilastergerahmtes Relief Auferstehung über kniender Familie mit Inschrift am Volutenaufsatz und unteren Puttenkartusche.
- Vor der Schwelle des Hauptportals Grabplatte Johannes Brandelius 1500 stark abgetreten.

Innerhalb der Kirche im Ostchor:
- Wappengrabplatten Potentiana Grientaler 1582 mit Rollwerk und Allianzwappen.
- Katharina Grientaler 1568.
- Lorenz Kirchhammer 1576.
- Samuel und Helena gestorben 1573 Underrholzer zweite Hälfte des 16. Jahrhunderts.
- Unbeschriftetes Wappenepitaph der Familie Grünthaler um 1560/1570 mit dem Relief Kruzifix mit Verstorbenenfamilie vor Stadtlandschaft zwischen Hermenpilastern auf Löwenmaskenpostamenten und Volutenaufsatz mit Rollwerk.
- Wappengrabstein Regina Freyin von Hohenek 1733.
- Priestergrabstein Franziscus Xav Reichenberger 1764.

Innerhalb der Kirche im Langhaus
- Wappengrabplatte Stefan Perger 1521.